# Carmine Preziosi
Carmine Preziosi (Sant'Angelo all'Esca, 8 de julio de 1943) fue un ciclista italiano que fue profesional entre 1963 y 1972. De joven se trasladó a Bélgica con su familia para buscar trabajo. Allá fue donde hizo buena parte de su carrera deportiva. De todas sus victorias hay que destacar la Lieja-Bastogne-Lieja de 1965, en que superó a su compatriota Vittorio Adorne en un esprint irregular. También ganó la Vuelta en Bélgica el 1968. 

## Palmarés
1962
- Tríptico de las Ardenas, más 1 etapa

1965
- Lieja-Bastogne-Lieja
- Génova-Niza

1966
- Giro dell'Emilia
- 1 etapa del Giro de Cerdeña

1967
- Vuelta a Bélgica, más 1 etapa

## Resultados en Grandes Vueltas y Campeonatos del Mundo
Durante su carrera deportiva ha conseguido los siguientes puestos en las Grandes Vueltas y en los Campeonatos del Mundo en carretera:
| Carrera         | 1963 | 1964 | 1965 | 1966 | 1967 | 1968 | 1969 | 1970 | 1971 | 1972 |
| --------------- | ---- | ---- | ---- | ---- | ---- | ---- | ---- | ---- | ---- | ---- |
| Giro de Italia  | -    | -    | -    | 37.º | -    | -    | -    | -    | -    | -    |
| Tour de Francia | -    | -    | -    | -    | -    | -    | -    | -    | -    | -    |
| Vuelta a España | -    | -    | -    | -    | -    | -    | 56.º | Ab.  | -    | -    |
| Mundial en Ruta | -    | -    | -    | -    | -    | -    | -    | -    | -    | -    |

-: no participa

Ab.: abandono